# Агамалов, Рубен Амбарцумович
Рубен Амбарцумович Агамалов (1905—1982) — советский разведчик, заместитель начальника Управления «С» Первого главного управления КГБ СССР, полковник государственной безопасности.

## Биография
Родился в армянской семье.
Начал работать в органах государственной безопасности Азербайджанской ССР в 1930-х.
15 января 1952 становится заместителем начальника Управления «С» Первого главного управления КГБ СССР.
Похоронен на Армянском кладбище.

## Звания
- лейтенант государственной безопасности (28.05.1938);[2]
- старший лейтенант государственной безопасности (25.03.1939);[3]
- подполковник государственной безопасности (05.11.1944);[4]
- полковник государственной безопасности.

## Награды
- орден Отечественной войны II степени (1944);
- орден Красного Знамени (19.01.1945);
- медали;